# Der Vampyr (Oper)

Der Vampyr, Erstaufführung in Hannover

Der Vampyr ist eine Große romantische Oper in zwei Akten (vier Bildern) von Heinrich Marschner. Marschner vollendete die Komposition während seines Aufenthaltes 1827/1828 in Leipzig, wo am 29. März 1828 am Stadttheater auch die Uraufführung stattfand. Das Libretto der Oper von Wilhelm August Wohlbrück basiert auf dem Schauspiel Der Vampyr oder die Todten-Braut von Heinrich Ludwig Ritter (1822), das wiederum eine Dramatisierung der Erzählung Der Vampyr von John Polidori ist. Im gleichen Jahr vertonte auch Peter Joseph von Lindpaintner diesen Stoff.

## Handlung
Lord Ruthwen ist zum Vampir geworden und muss dem Teufel binnen 24 Stunden drei jungfräuliche Bräute opfern, für die ihm jeweils ein weiteres Lebensjahr gewährt werden soll. Mit seinen ersten beiden Opfern, Janthe und Emmy, hat er leichtes Spiel, wobei Aubry dem Lord aus Dankbarkeit zur Seite steht, weil ihm dieser vor langer Zeit das Leben gerettet hat. Als sich Ruthwen Malwina als drittes Opfer erwählt, entschließt sich Aubry trotz seines Eids zur Verschwiegenheit, die Wahrheit über Ruthwen offenzulegen. In dem Augenblick, als Malwinas Hochzeit vollzogen wird und sie zur Beute von Ruthwen werden soll, endet dessen Frist und der Vampir fährt vom Blitz getroffen zur Hölle.

## Musik
Wie auch Der Freischütz sechs Jahre zuvor ist Marschners Vampyr maßgeblich durch die Schauerromantik geprägt. Die Tonsprache ist zwischen dem volkstümlichen deutschen Lied und – in noch vorsichtigen Andeutungen – dem italienischen Belcantostil angesiedelt. In Marschners Komposition zeigt sich durch Übergänge zwischen einzelnen Nummern sowie einigen größeren Szenen die damalige Entwicklung von der Nummernoper zur durchkomponierten Oper. Der Vampyr gilt somit als wichtiges Bindeglied zwischen den Werken Carl Maria von Webers und Richard Wagners.
Die Oper besitzt gesprochene Dialoge.

### Musiknummern
- Ouvertüre

1. Akt
1. Introduktion „Ihr Hexen und Geister“ (Chor, Meister, Ruthven)
2. Rezitativ und Arie „Ha! Noch einen ganzen Tag – Ha! Welche Lust“ (Ruthven)
3. Duett „Teurer Ehren einz’ge Frei“ (Janthe, Ruthven, Chor)
4. Chor mit einzelnen Soli „Wo kann sie sein?“ (Chor, Berkley, Janthe, Ruthven)
5. Sostenuto
6. Szene und Arie „Heiter lacht die goldne Frühlingssonne“ (Malwina)
7. Duett „Du bist’s, es ist kein Traum“ (Malwina, Aubrey)
8. Terzett „Wie? Mein Vater“ (Malwina, Aubry, Davenaut, George)
9. Finale des 1. Akts „Blumen und Blüten im Zephyrgekose“ (Chor, George) – „Hier, Malwina, ist der Mann“ (Davenaut, Ruthven, Malwina, Aubry, Chor) – „Der Priester ist bestellt“ (Davenaut, Malwina, Aubry Ruthven, Chor)

2. Akt
1. Introduktion „Munter, edle Zecher, munter, köstlich ist der Wein“ (Chor)
2. Ariette „Dort an jenem Felsenhang“ (Emmy)
3. Romanze „Sieh, Mutter, dort den bleichen Mann“ (Emmy, Chor)
4. Terzett „Ihr wolt mich nur beschämen“ (Emmy, Ruthven, George)
5. Szene „Wohl, du zwingst mich zum Verbrechen“ (Aubry, Ruthven)
6. Arie „Wie ein schöner Frühlingsmorgen“ (Aubry)
7. Duett „Leise dort zur fernen Laube“ (Ruthven, Emmy)
8. Trinklied (Quartett) „Im Herbst, da muss man trinken“ (Blunt, Gadshill, Scrop, Green) – Quintett mit Chor „Endlich, Alter, find ich dich“ (Suse, Blunt, Gadshill, Scrop, Green, Chor)
9. Chor „Freuden und Leiden im irdischen Leben“ (Chor)
10. Duett „Halt ein! Ich kann es nicht ertragen“ (Aubry, Malwina)
11. Finale „Blumen und Blüten im Zephyrgekose“ (Chor, Davenaut, Malwina, Aubry, Ruthven) – „Haltet ein! Ha! Nimmermehr!“ (Aubry, Davenaut, Malwina, Ruthven, Chor) – „Wie nach verderblichem Wettergetose“ (Chor, Aubry, Ruthven, Davenaut, Malwina)

### Orchester
Die Orchesterbesetzung der Oper enthält die folgenden Instrumente:
- Holzbläser: zwei Piccoloflöten, zwei Flöten, zwei Oboen, zwei Klarinetten, zwei Fagotte, Serpent
- Blechbläser: vier Hörner, zwei Trompeten, drei Posaunen
- Pauken, Schlagzeug: Tamtam, Glocke, Donnermaschine
- Streicher
- Bühnenmusik: zwei Hörner, zwei Trompeten

## Überlieferung
Eine autographe Partitur der Oper ist nicht erreichbar und galt schon vor 1912 als verschollen. Die Überlieferung stützt sich auf fünfzehn zeitgenössische Partitur- bzw. Stimmen-Abschriften aus Kopenhagen (1828, nur Ouvertüre), Weimar (1829), München (1841), Detmold (1843), Schwerin (1844), Dessau (1848), Brüssel (vor 1870), Wien (1885), Berlin (1890, geschrieben um 1870 ?), Leipzig (letztes Drittel 19. Jhdt.), Graz (1901), Washington (1904), Dresden (1912), Stuttgart und Zürich. Fast jede Quelle vermittelt eine andere Fassung. Ein Vergleich der Abschriften mit dem Klavierauszug des Komponisten zeigt, dass nur die Weimarer Abschrift die Partitur vollständig überliefert.
Die Oper, die abgesehen von der Ouvertüre zu Marschners Lebzeiten nicht im Druck erschien, wurde erstmals 2009 in einer von Egon Voss besorgten wissenschaftlich-kritischen Partitur-Ausgabe vorgelegt.

## Rezeption
Im Gegensatz zu seiner frühen Oper Der Kiffhäuser Berg, sowie der von Carl Maria von Weber uraufgeführten Oper Heinrich IV. und D'Aubigné feierte Marschner mit dem Vampyr einen großen Erfolg. In der Allgemeinen musikalischen Zeitung urteilte Gottfried Wilhelm Fink nach der zweiten Aufführung:

„Gestern am 8ten d. wurde die Oper zum zweyten Male bey sehr gefülltem Hause aufgeführt, was nach dem Beyfalle, mit welchem sie gleich das erste Mal aufgenommen wurde, zu erwarten stand. Das Meiste wurde mit demselben Lobe beehrt und am Schlusse beyder Theile wurde sehr lebhaft applaudirt. [...] Ueber die Musik sind Alle, die wir darüber sprachen, wenigstens so weit einig, dass sie zu den trefflichsten Opernarbeiten der neuesten Zeit gehört.“

1833 schrieb Richard Wagner für seinen Bruder ein neues Schlussallegro für die Arie des Aubry im zweiten Akt, welches seine erste aufgeführte Opernkomposition wurde. Später urteilte er über den Vampyr: 

„Sehr amüsirt hat mich, daß das Publikum von der Ekelhaftigkeit des süjets gar nicht betroffen wird [...]. In der oper kann man den leuten Kinder auf dem Theater schlachten und fressen lassen, ohne daß sie merken was vorgeht. – Die Musik hat mich in Ganzen diesmal auch degoutirt: dieses Duett, Terzett= und Quartett=Singen und Nählen ist doch rasend dumm und geschmacklos [...].“

Hans Pfitzner versuchte die Oper 1925 als deutsche Spieloper gegen die welsche Oper aufzustellen. Pfitzner griff in den Notentext durch massive Kürzungen, Umstellungen, Transpositionen und Instrumentationsänderungen ein.
2016 inszenierte Romero Nunes die Oper an der Komischen Oper Berlin und strich die Dialoge und einige Nebenhandlungen und ließ Johannes Hofmann neue Zwischenmusiken komponieren, die Oper kam nunmehr auf 80 Minuten.
Die Fernseh-Miniserie The Vampyr: A Soap Opera der BBC von 1992 beruht auf Marschners Oper.

## Diskographie
- Gisela Rathauscher, Traute Skladal, Liane Synek, Maria Nussbaumer, Kurt Equiluz, Erich Kuchar, Fritz Sperlbauer, Großes Wiener Rundfunkorchester, Dirigent Kurt Tenner. Studioaufnahme Wien, 1951. Line Music/Cantus Classics CACD 5.00269 F
- Nikolaus Hillebrand, Arleen Augér, Donald Grobe, Roland Hermann, Victor von Halem, Jane Marsch u. a.; Chor und Symphonieorchester des Bayerischen Rundfunks, Ltg.: Fritz Rieger. Live, München 1974. Opera D’Oro OPD-1186. (Ursprüngliche Marschner-Version.)
- Siegmund Nimsgern, Carol Farley, Anastasia Tomaszewska-Schepis, Josef Protschka, Armando Caforio, Galina Pisarenko, Martin Engel, Chor und Orchester Sinfonica von Radio Italiana, Dirigent Günter Neuhold. Liveaufnahme in Rom, 1980. HOMMAGE 7001834-HOM (revidierte Version von Hans Pfitzner)
- Jonas Kaufmann, Franz Hawlata, Regina Klepper, Markus Marquardt, Rundfunkorchester Köln, WDR Rundfunkchor Köln, Helmuth Froschauer. 1999. Capriccio 60083

## Ausgaben
- Ouverture de l'opéra: Le Vampyr : à grand orchestre : oeuv. 42 / composé par H. Marschner [Stimmen]. Friedrich Hofmeister, Leipzig 1827; urn:nbn:de:bsz:31-229668.
- Der Vampyr. Grosse romantische Oper in zwei Akten von W. A. Wohlbrück. in Musik gesetzt von Heinrich Marschner. Vollständiger Klavierauszug vom Komponisten. Op. 42. Leipzig, Friedrich Hofmeister. o. J. [um 1828] urn:nbn:de:bvb:12-bsb00084044-6, Digitalisat in der Google-Buchsuche.
- Der Vampyr. Romantische Oper in zwei Aufzügen; nach Lord Byron's Erzählung; zum Erstenmale aufgeführt in Leipzig am 29. März 1828. [Textbuch zur Uraufführung]. Harmann, Leipzig 1828; http://urn:nbn:de:bsz:14-db-id45076740X2.
- Der Vampyr. Romantische Oper in 2 Aufzügen. Nach Lord Byrons Erzählung frei bearbeitet von Wilh. Aug. Wohlbrück. In Musik gesetzt von Heinrich Marschner [Textbuch]. o. O., o. J. [um 1830]. urn:nbn:de:bsz:14-db-id37803524X3.
- Ouverturen für grosses Orchester von Heinrich Marschner. In Partitur. Op. 42, Der Vampyr (Plattennummer 4687). Friedrich Hofmeister, Leipzig o. J. [1844?]. (Erstdruck der Ouvertüre in Partitur).
- Hans Pfitzner (Bearb.): Der Vampyr. Romantische Oper in zwei Akten (vier Bildern) von Heinrich August Marschner. Dichtung von Wilhelm August Wohlbrück. Für die deutsche Bühne musikalisch und textlich neu eingerichtet von Hans Pfitzner. Adolph Fürstner, Berlin 1925.
- Egon Voss (Hrsg.): Heinrich Marschner: Der Vampyr. Große romantische Oper in zwei Akten. Partitur (= Das Erbe deutscher Musik. 120). 2 Bände. Schott, Mainz 2009, ISBN 978-3-7957-9369-2 / ISBN 978-3-7957-9370-8.